# Туннельное
Тунне́льное (до 1948 года Орта́-Мама́й № 5; укр. Тунельне, крымскотат. Küçük Orta Mamay, Кучюк Орта Мамай) — село в Сакском районе Крыма (согласно административно-территориальному делению Украины входит в Суворовский сельский совет Автономной Республики Крым, согласно административно-территориальному делению РФ — в Суворовском сельском поселении Республики Крым).

## Современное состояние
На 2016 год в Туннельном числится 6 улиц; на 2009 год, по данным сельсовета, село занимало площадь 55,7 гектара, на которой в 29 дворах числилось 79 жителей.

## География
Туннельное — маленькое село в центре района, в степном Крыму, высота центра села над уровнем моря — 29 м. Соседние сёла: примыкающие на юго-востоке — Желтокаменка и на северо-западе Победное. Расстояние до райцентра — около 32 километров (по шоссе), ближайшая железнодорожная станция — Евпатория в 16 километрах. Транспортное сообщение осуществляется по региональной автодороге 35Н-470 от шоссе 35К-015 Раздольное — Евпатория до Желтокаменки (по украинской классификации С-0-11222).

## История
Впервые в доступных источниках встречается в Статистическом справочнике Таврической губернии 1915 года, согласно которому в Сакской волости Евпаторийского уезда в посёлке Орта-Мамай № 5 числилось 10 дворов (все дворы с землёй) с русскими жителями в количестве 11 человек приписного населения и 40 — «постороннего», из которых 24 мужчины и 27 женщин. Жители владели 216 десятинами удобной земли. В хозяйствах имелось 58 лошадей, 26 волов и 10 коров.
После установления в Крыму Советской власти, по постановлению Крымревкома от 8 января 1921 года № 206 «Об изменении административных границ» была упразднена волостная система и село вошло в состав Евпаторийского района Евпаторийского уезда, а в 1922 году уезды получили название округов. 11 октября 1923 года, согласно постановлению ВЦИК, в административное деление Крымской АССР были внесены изменения, в результате которых округа были отменены и произошло укрупнение районов — территорию округа включили в Евпаторийский район. Согласно Списку населённых пунктов Крымской АССР по Всесоюзной переписи 17 декабря 1926 года, в селе Орта-Мамай № 5, Богайского сельсовета Евпаторийского района, числилось 14 дворов, из них 11 крестьянских, население составляло 68 человек, из них 67 украинцев и 1 русский. По данным всесоюзной переписи населения 1939 года в селе проживал 81 человек.
После освобождения Крыма от фашистов, 12 августа 1944 года было принято постановление № ГОКО-6372с «О переселении колхозников в районы Крыма» и в сентябре 1944 года в район приехали первые новосёлы (150 семей) из Киевской и Каменец-Подольской областей, а в начале 1950-х годов последовала вторая волна переселенцев из различных областей Украины. С 25 июня 1946 года в составе Крымской области РСФСР. Указом Президиума Верховного Совета РСФСР от 18 мая 1948 года, Орта Мамай № 5 переименовали в Туннельное. 26 апреля 1954 года Крымская область была передана из состава РСФСР в состав УССР. Время включения в состав Кольцовского сельсовета пока не установлено: на 15 июня 1960 года село уже числилось в его составе. 1 января 1965 года, указом Президиума ВС УССР «О внесении изменений в административное районирование УССР — по Крымской области», Евпаторийский район был упразднён и село включили в состав Сакского (по другим данным — 11 февраля 1963 года). К 1968 году село передали в состав Суворовского сельского совета. По данным переписи 1989 года в селе проживало 188 человек. С 12 февраля 1991 года село в восстановленной Крымской АССР, 26 февраля 1992 года переименованной в Автономную Республику Крым. С 21 марта 2014 года в составе Крыма аннексировано Россией.

## Население
| 2001 | 2014 |
| ---- | ---- |
| 86   | ↘85  |

Всеукраинская перепись 2001 года показала следующее распределение по носителям языка
| Язык             | Процент |
| ---------------- | ------- |
| русский          | 48.84   |
| крымскотатарский | 41.86   |
| украинский       | 8.14    |

### Динамика численности
| - 1915 год — 51 чел. - 1926 год — 68 чел. - 1939 год — 81 чел. - 1989 год — 188 чел. | - 2001 год — 86 чел. - 2009 год — 79 чел. - 2014 год — 85 чел. |